# Ferdinando Terruzzi
Ferdinando Terruzzi, född 17 februari 1924 i Sesto San Giovanni, död 9 april 2014 i Sarteano, var en italiensk bancyklist.
Teruzzi blev olympisk guldmedaljör i tandem vid sommarspelen 1948 i London. Efter detta blev han professionell och blev som sådan europamästare i madison i par med Reginald Arnold 1957 och vann därtill 24 sexdagarslopp från 1949 till 1964. 

## Meriter

### Amatör
1948
 Olympisk mästare i tandem (med Renato Perona)

### Professionell
| 1949/1950 Vinnare av Berlins sexdagars (med Severino Rigoni) Vinnare av New Yorks sexdagars (med Severino Rigoni) 1950/1951 Vinnare av Münsters sexdagars (med Severino Rigoni) 1951/1952 Vinnare av Münsters sexdagars (med Severino Rigoni) 1953/1954 Vinnare av Barcelonas sexdagars (med Miguel Poblet ) Vinnare av Dortmunds sexdagars (med Lucien Gillen) Vinnare av Saint-Étiennes sexdagars (med Lucien Gillen) Vinnare av Köpenhamns sexdagars (med Lucien Gillen) 1954/1955 Vinnare av Köpenhamns sexdagars (med Lucien Gillen) Vinnare av Gents sexdagars (med Lucien Gillen) 1955/1956 Vinnare av Berlins sexdagars (med Lucien Gillen) 1956/1957 Vinnare av Gents sexdagars (med Reginald Arnold) Europamästare i madison (med Reginald Arnold) Vinnare av Antwerpens sexdagars (med Willy Lauwers) | 1957/1958 Vinnare av Dortmunds sexdagars (med Reginald Arnold) Vinnare av Paris sexdagars (med Jacques Anquetil och André Darrigade) 1958/1959 Vinnare av Paris sexdagars (med Jacques Anquetil och André Darrigade) Vinnare av Århus sexdagars (med Knud Lynge) Vinnare av New Yorks sexdagars (med Leandro Faggin) 1960/1961 Vinnare av Buenos Aires sexdagars (med Enzo Sacchi) Vinnare av Essens sexdagars (med Reginald Arnold) Vinnare av Milanos sexdagars (med Reginald Arnold) 1962/1963 Vinnare av Milanos sexdagars (med Peter Post) 1963/1964 Vinnare av Montréals sexdagars (med Mino De Rossi) Vinnare av Melbournes sexdagars (med Leandro Faggin) |